# Гамфрі Деві
Га́мфрі Де́ві  (англ. Sir Humphry Davy; 17 грудня 1778 — 29 травня 1829) — британський фізик і хімік, член Лондонського королівського наукового товариства, з 1820 — президент цього товариства, один із засновників електрохімії, винахідник безпечної гірничої лампи. Одержав металевий калій і натрій електролізом їдких лугів (1807).

## Біографія
Народився у 1778 році у невеликому містечку Пензансі у графстві Корнуолл на південному заході Англії, був старшим серед п'яти дітей у сім'ї Роберта Деві та Грейс Міллетт. За словами його брата Джона Деві, їхнє рідне місто характеризувалося «майже безмежною довірливістю до надприродного та жахливого… Серед середніх і вищих класів було мало смаку до літератури, і ще менше до науки… Полювання, стрілянина, боротьба, півнячі бої, які загалом закінчувалися пияцтвом, були тим, що їм найбільше подобалося». Батько був різьбярем по дереву, заробляв мало, і тому його сім'я ледве зводила кінці з кінцями. У віці шести років Деві був відправлений до гімназії в Пензансі, а через три роки його сім'я перебралась до Варфелла, неподалік Ладжана і для закінчення навчання Гамфрі мешкав у Джона Тонкіна, який був йому хрещеним батьком. Після закінчення гімназії Пензанса в 1793 році Тонкін заплатив за те, щоб Деві відвідував гімназію у Труро для завершення здобуття освіти під керівництвом преподобного доктора Кардью. Той у листі до Девіса Гілберта сухо відзначав: «Я не міг розрізнити здібності, якими він потім так відзначився». З усім тим, Дейві розважав своїх шкільних друзів написанням віршів, валентинок та розповідями історій з «Тисячі й однієї ночі». Розмірковуючи про свої шкільні дні в листі до матері, Деві написав: «Навчатися природним шляхом — справжнє задоволення; як прикро стає, що в більшості шкіл це стає болем». У 1794 році батько помирає, і Гамфрі переїхав жити до Джона Тонкіна, що став його опікуном.
Після смерті батька підлітка віддали учнем до хірурга, а потім — до аптекаря. Там, нарешті, Деві почав практикуватися в улюбленій хімії. У мансарді у будинку свого опікуна він ставив перші хімічні досліди. Рідні обурювалися: «Цей хлопчик Гамфрі невиправний. Він підірве нас усіх». А старша сестра скаржилася, що хімічні речовини псують її сукні.
Паралельно учень аптекаря самостійно вивчав іноземні мови. Один з науковців, з яким листувався Деві з різних питань фізики та хімії, лікар і хімік Томас Беддоус, вражений його надзвичайним обдаруванням, зацікавився молодим дослідником. Беддо вирішив надати Деві можливість працювати, де той міг би рости й повністю проявити свої здібності. Маститий вчений запрошує Деві працювати хіміком у свою клініку, згодом реорганізовану у Пневматичний інститут (англ. Bristol Pneumatic Institution) у Брістолі, куди Гамфрі й переходить в 1798 році. У Пневматичному інституті Деві очолив лабораторію, де почав експерименти з відкритим раніше Д. Прістлі закисом азоту, який Деві назвав за п'янкий ефект «веселильним газом». Він описав і знеболювальну дію цього газу.

У 1801-му році асистент, а з 1802-го — професор Королівського інституту. У 1803 році Деві обирають членом Королівського товариства, а з 1807 до 1812 він працює як секретар цього товариства. У цей період дослідницька та педагогічна діяльність Деві набуває особливого розмаху. Деві надає великого значення дослідницькій та експериментальній роботі в галузі хімії та фізики. У своїх записках він пише: 
«Набагато важче збирати факти, ніж займатися спекулятивними спогляданнями з їх приводу: добрий експеримент має більше цінності, ніж глибокодумність такого генія, як Ньютон»
 У Деві навчався і з 1812 року почав працювати Майкл Фарадей.
У 1812 році Деві у віці 34 років за наукові роботи був посвячений у лицарі. Він одружився з молодою заможною вдовою Джейн Ейпріс, далекою родичкою Вальтера Скотта. У 1813 році Деві їде подорожувати Європою, відмовившись від професури та від посади в Королівському товаристві, як такої, що не відповідає його новому громадському становищу. Повернувшись до Англії, Деві більше не займається серйозною науковою роботою, а звертається виключно до практичних питань промисловості.
У 1819 році Деві було надано титул баронета.
У 1826 році Деві мав перший інсульт, який надовго прикував його до ліжка. На початку 1827 року він їде з Лондона у Європу разом з братом: леді Джейн не вважала за потрібне супроводжувати хворого чоловіка. 29 травня 1829 року по дорозі до Англії Деві зазнав другого удару, від якого він і помер на п'ятдесят першому році життя в Женеві. Похований у Женеві на кладовищі Пленпале.
У Вестмінстерському абатстві в Лондоні, на місці поховання видатних людей Англії, на його вшанування встановлено меморіальну дошку.
На честь науковця Лондонське Королівське товариство у 1877 році заснувало наукову нагороду — медаль Деві.

## Наукова діяльність

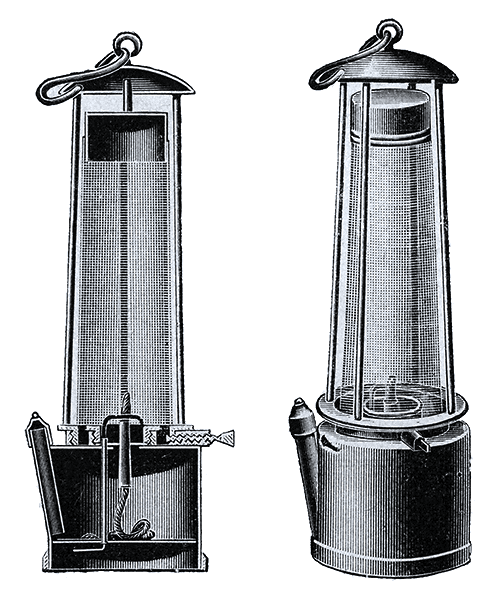
Гірнича лампа Деві

Відкрив або отримав у чистому вигляді хімічні елементи: кальцій, барій, магній, стронцій, хлор, калій, натрій, літій. Відкрив дурманну дію закису азоту, названого веселильним газом (1799). Запропонував електрохімічну теорію хімічної спорідненості (1800), розвинуту далі Берцеліусом.
Отримав металевий натрій і калій при електролізі їхніх гідроксидів, які раніше вважалися нерозкладними речовинами (1807). За допомоги електролізу отримав амальгами кальцію, стронцію, барію, магнію (1810). Незалежно від Гей-Люссака і Луї Жака Тенара виділив бор із борної кислоти; підтвердив елементарність хлору (1810). Запропонував водневу теорію кислот, заперечивши погляд Лавуазьє, який вважав, що кожна кислота повинна мати у своєму складі оксиген. Описав явище так званої електричної дуги (1808—1809). Сконструював безпечну гірничу лампу з металевою сіткою (1815). Встановив залежність електричного опору провідника від довжини й перетину й відзначив залежність електропровідності від температури (1821). Читав курс агрохімії (1803—1813). Висловив думку, що мінеральні солі необхідні для живлення рослин, і вказав на необхідність польових дослідів для розв'язання проблем землеробства.